# Brekendorf
Brekendorf (plattysk Brekendörp, dansk Brekentorp) er en kommune og en by i det nordlige Tyskland, beliggende i Amt Hüttener Berge i den østlige del af Kreis Rendsborg-Egernførde. Kreis Rendsborg-Egernførde ligger i den centrale del af delstaten Slesvig-Holsten.

## Geografi
Brekendorf ligger omkring elleve kilometer syd for Slesvig og femten kilometer nord for Rendsborg i Hyttenbjergene ved motorvejen A7, (Abfahrt Owschlag/Brekendorf/Kropp).
Scheelsberg, der er dannet i istiden, er med 106 moh. den højeste bakke i Sydslesvig. Bakken er på grund af sjælden vegetation, beskyttet som Naturdenkmal.
I kommunen ligger Rammsee der er dannet som et dødishul i istiden. Området er meget stenrigt, og har forsynet anlægget af Kielerkanalen og Hindenburgdæmningen (der forbinder øen Sild med fastlandet) med sten.